# Aïn Savra
Aïn Savra es una comuna o municipio del departamento de Chinguetti, en la región de Adrar, en Mauritania. En marzo de 2013 presentaba una población censada de 2011 habitantes.
Se encuentra ubicada en el centro del país, sobre el desierto del Sahara, al este del océano Atlántico.